# ブレア・ベア
ブレア・ベア（Br'er Bear）は、ジョーエル・チャンドラー・ハリスの作品『リーマスおじさん（Uncle Remus）』シリーズに登場する架空のクマ。また、その作品を原作としたディズニー映画『南部の唄』に登場するディズニーキャラクターである。名前のブレア（br'er）はブラザー（brother）の南部訛りである。

## ディズニーにおけるブレア・ベア
擬人化されている。主人公であるブレア・ラビットと敵対しているためディズニー・ヴィランズに分類される。日本では「スプラッシュ・マウンテン」での呼称に従い、くまどんと呼ばれることもある。なお、「スプラッシュ・マウンテン」内の彼の家の前の看板では「Brer Bear」と綴られているが、誤りではない。

### 南部の唄
日本語吹き替え版での呼称は旧吹き替え版ではどんくま、新吹き替え版ではくまくん。ブレア・フォックスの相棒で、ブレア・ラビットを捕まえようとしている（最初に登場した時は友好的であったがブレア・フォックスの仕掛けた罠から逃げるために利用されたため、次の登場から狙うようになった）。頭が弱くブレア・ラビットによく騙される上に、騙された後もブレア・フォックスに言われるまで気付いていない。普段はのんびり屋だが怒ると手を付けられなく、乱暴で、凶暴になる。

### スプラッシュ・マウンテン
東京ディズニーランドでの呼称はくまどん、どんくま（ブレア・フォックスから）で、声は旧吹き替え版の牛山茂が担当。アトラクションでは最初からブレア・ラビットを狙っているという設定。映画ではブレア・ラビットを茨の茂みに投げ入れるのはブレア・フォックスだが、アトラクションではブレア・ベアに変更されている。

ハウス・オブ・マウス
『頑張れ!ピノキオ』ではジミニー・クリケットに注目した。